# کاربردهای انسانی پرندگان

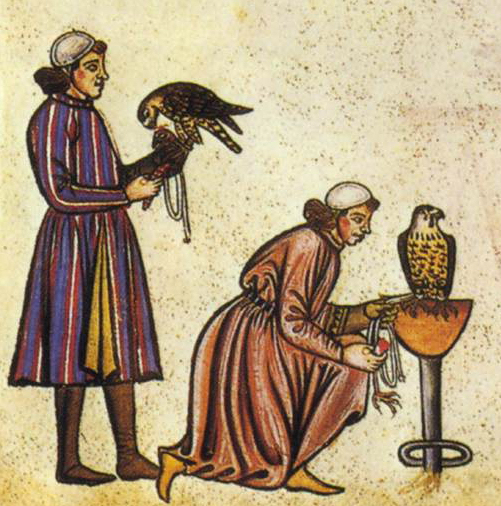
جزئیات دو شاهین از قرون وسطی De arte venandi cum avibus, c. 1240

کاربردهای انسان از پرندگان هزاران سال است که هم مصارف اقتصادی مانند غذا و هم کاربردهای نمادین مانند هنر، موسیقی و مذهب را شامل می‌شده است.
از نظر مصارف اقتصادی، شکار پرندگان برای غذا از دوران پارینه‌سنگی بوده است. حداقل از زمان مصر باستان آنها را گرفته و به عنوان طیور برای تهیه گوشت و تخم مرغ پرورش داده‌اند. برخی از گونه‌ها نیز برای کمک به یافتن یا گرفتن غذا استفاده شده‌اند، مانند ماهیگیری با باکلان و استفاده از عسل‌یاب. پرها از دیرباز برای رختخواب، و همچنین برای قلم‌ها و برای فلش زدن تیرها استفاده می‌شده است. امروزه بسیاری از گونه‌ها با از دست دادن زیستگاه و دیگر تهدیدهای ناشی از انسان مواجه هستند. گروه‌های حفاظت از پرندگان برای محافظت از پرندگان و تحت تأثیر قرار دادن دولت‌ها برای انجام این کار تلاش می‌کنند.
پرندگان از زمان سومر باستان در اسطوره و دین بسیاری از فرهنگ‌ها ظاهر شده‌اند. به عنوان مثال، کبوتر نماد الهه باستانی بین‌النهرین، اینانا، الهه مادر کنعانی اشیره، و الهه یونانی آفرودیت بود. آتنا، الهه خرد یونانی، یک جغد کوچک به عنوان نماد خود داشت و در هند باستان، طاووس نماد مادر زمین بود. پرندگان اغلب به عنوان نمادهایی دیده می‌شوند، خواه بدشانسی و مرگ را به همراه داشته باشند، یا مقدس باشند یا در نشان‌شناسی استفاده شوند. از نظر سرگرمی، از شکارچیان در بازداری استفاده می‌شده است، در حالی که از پرندگان قفس برای آواز خود نگهداری می‌شده است. پرندگان دیگری نیز برای ورزش‌های سنتی خروس‌جنگی و کبوترپرانی پرورش یافته‌اند. پرنده‌نگری نیز به یک فعالیت تفریحی عمده تبدیل شده است. پرندگان در انواع مختلفی از شکل‌های هنری از جمله در نقاشی، مجسمه‌سازی، شعر و نثر، فیلم و مد ظاهر می‌شوند. پرندگان همچنین در موسیقی و همچنین رقص سنتی و باله ظاهر می‌شوند. در موارد خاص، مانند نقاشی پرنده و گل چین، پرندگان در یک ژانر هنری نقش محوری دارند.

## زمینه
فرهنگ شامل رفتار و هنجارهای اجتماعی است که در جوامع انسانی یافت می‌شود و از طریق یادگیری اجتماعی منتقل می‌شود. جهان فرهنگی در همه جوامع بشری شامل اشکال بیانی مانند هنر، موسیقی، رقص، آیین، مذهب و فناوری‌هایی مانند استفاده از ابزار، آشپزی، سرپناه و لباس است. مفهوم فرهنگ مادی بیان‌های فیزیکی مانند فناوری، معماری و هنر را دربر می‌گیرد، در حالی که فرهنگ غیرمادی شامل اصول سازمان اجتماعی، اسطوره‌شناسی، فلسفه، ادبیات و علم است.

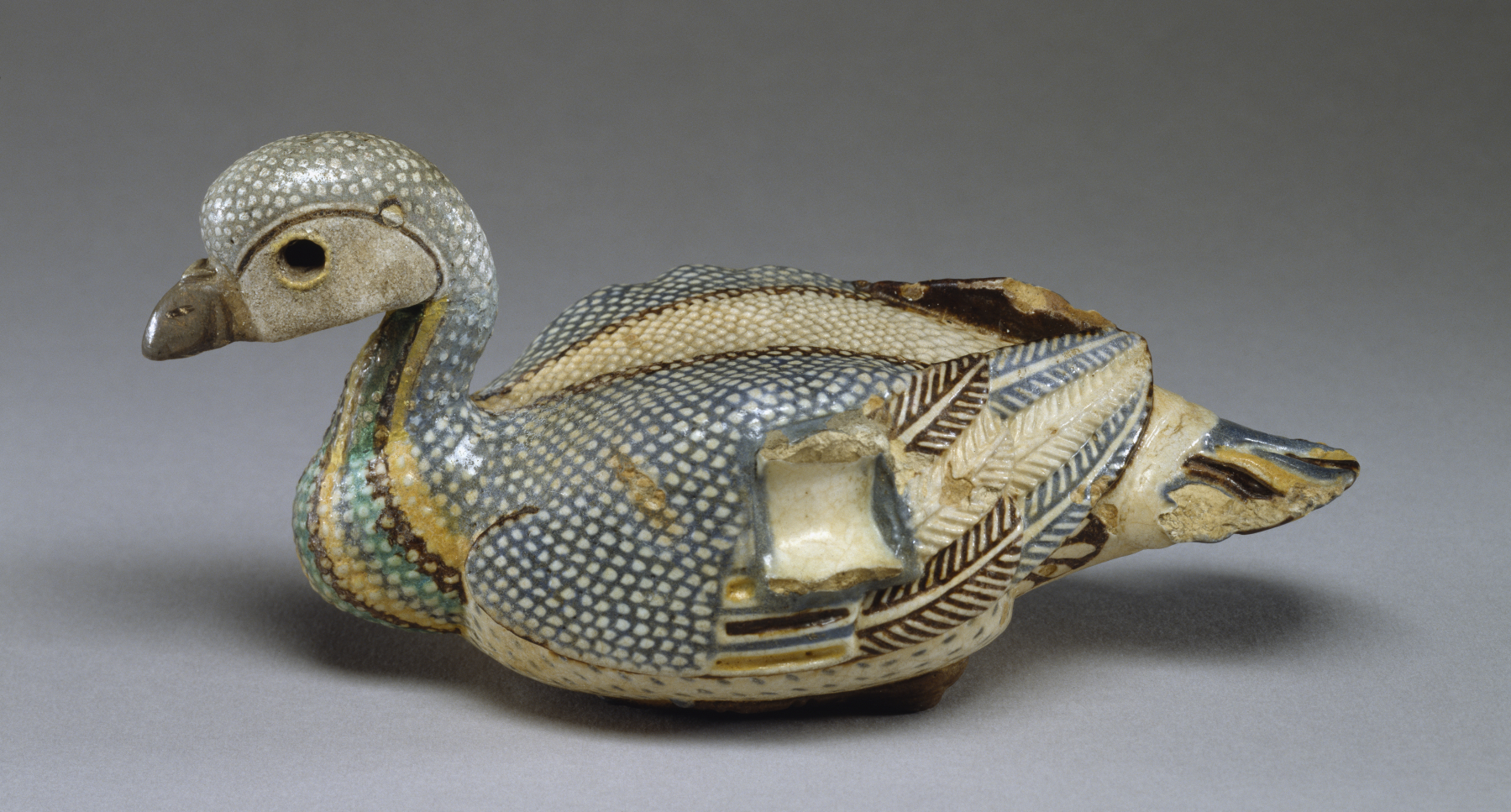
مرغابی‌ها در مصر باستان رایج بودند، همان‌طور که در این گلدان فایانس سدهٔ سوم پیش از میلاد نشان داده شده است.

## کاربردهای اقتصادی
پرندگان از نظر اقتصادی مهم هستند و مقادیر قابل توجهی غذا به ویژه پروتئین را عمدتاً اما نه منحصراً از مرغ اهلی تهیه می‌کنند. از پر و کرک‌پرها برای بستر، عایق‌کاری و دیگر اهداف استفاده می‌شود.

### به عنوان غذا

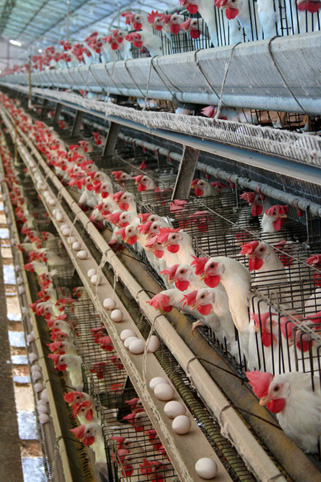
مرغ‌های پرورش باتری: ماکیان منبع اصلی غذا است، مرغ به تنهایی ۲۰ درصد پروتئین حیوانی جهان را فراهم می‌کند.

حداقل چهار هزار سال است که پرندگان برای استفاده به عنوان غذا اهلی شده و به عنوان ماکیان پرورش داده شده‌اند. مهم‌ترین گونه آن مرغ است. به نظر می‌رسد که در ۵۰۰۰ سال پیش از میلاد در شمال شرقی چین اهلی شده است، احتمالاً برای جنگ خروس‌ها، و تنها پس از آن برای غذا استفاده می‌شود. در مصر باستان، ماکیان از جمله مرغابی، غاز و کبوتر را در تور می‌گرفتند و سپس در اسارت پرورش می‌دادند.
مرغ در حال حاضر حدود ۲۰ درصد از پروتئین حیوانی مصرف‌شده توسط جمعیت انسانی جهان را به شکل گوشت و تخم مرغ تأمین می‌کند. جوجه‌ها اغلب به شدت در مزارع باتری پرورش داده می‌شوند. این امر تولید را آسان می‌کند اما به دلایل رفاه حیوانات مورد انتقاد قرار گرفته است. گونه‌های دیگر از جمله مرغابی اهلی، غاز، قرقاول، مرغ شاخدار و بوقلمون از نظر اقتصادی در سراسر جهان قابل توجه هستند. گونه‌های کمتر پرورش‌یافته مانند شترمرغ معمولی شروع به پرورش برای گوشت شده‌اند که کلسترول پایینی دارد. آنها همچنین برای پرهایشان و برای چرم از پوست نگه داشته شده‌اند.

### کمک به شکارچیان و گردآورندگان

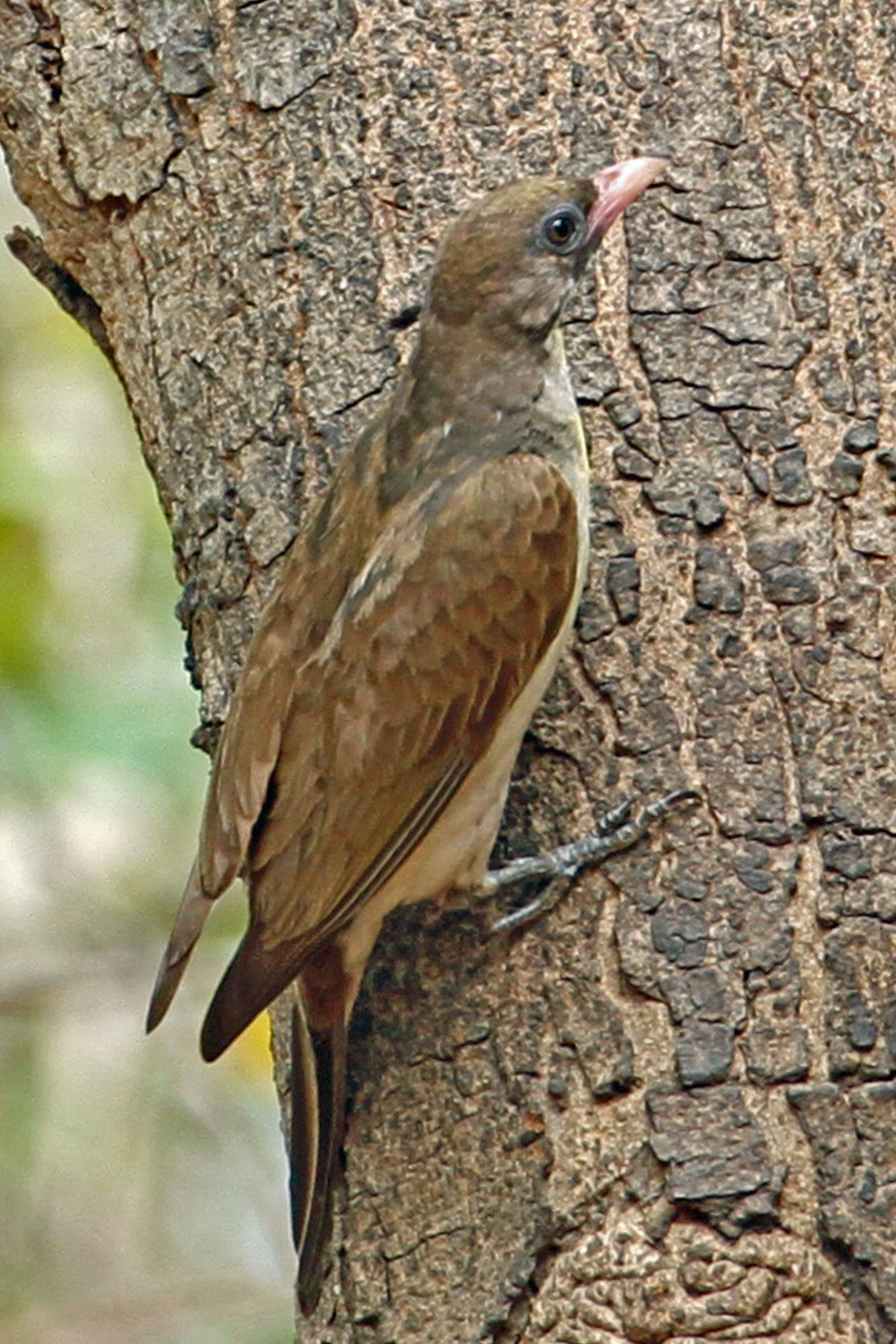
برخی از مردم آفریقا توسط عسل‌یاب بزرگ به لانه زنبورهای وحشی هدایت می‌شوند.

سوابق باستان‌شناسی و تاریخی حاکی از آن است که انسان‌ها و کرکس‌ها برای میلیون‌ها سال به هم وابسته بوده‌اند. مانند سایر گونه‌های جانوری، انسان‌تباران اولیه احتمالاً از این پرندگان به‌عنوان راهنماهایی استفاده می‌کردند که مکان لاشه جانوران را نشان می‌دادند.
ماهیگیری با باکلان یک روش ماهیگیری سنتی است که در آن از باکلان‌های آموخته برای صید ماهی در رودخانه‌ها استفاده می‌شود. از نظر تاریخی، ماهیگیری با باکلان از حدود سال ۹۶۰ پس از میلاد در ژاپن و چین انجام می‌شده است.
عسل‌یاب بزرگ مردم را در برخی از مناطق آفریقا به لانه زنبورهای وحشی راهنمایی می‌کند. یک پرنده راهنما با صدایی شبیه پچ پچ توجه شخص را به خود جلب می‌کند و در محدوده‌های کوتاهی به سمت لانه زنبورها پرواز می‌کند. مردم بوران در شرق آفریقا از یک سوت خاص استفاده می‌کنند که میزان برخورد با عسل‌یاب را دو برابر می‌کند. آنها دریافتند که استفاده از عسل‌یاب زمان یافتن عسل را به میزان دو سوم کاهش می‌دهد. مردم سان‌های کالاهاری با کمی عسل از عسل‌یاب تشکر می‌کنند.

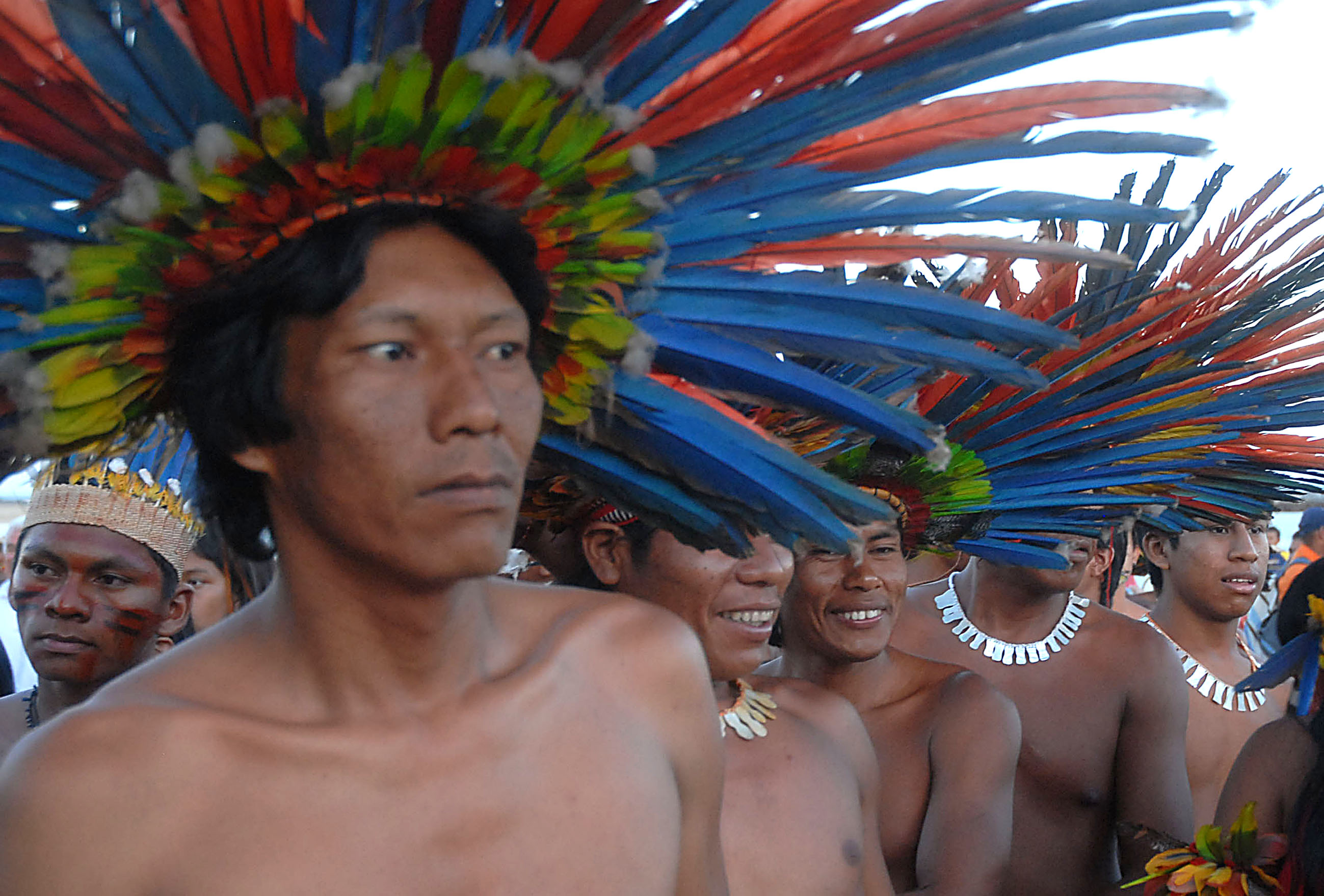
مردان بورورو با روسری‌های رنگارنگ روشن

### ورزش و سرگرمی

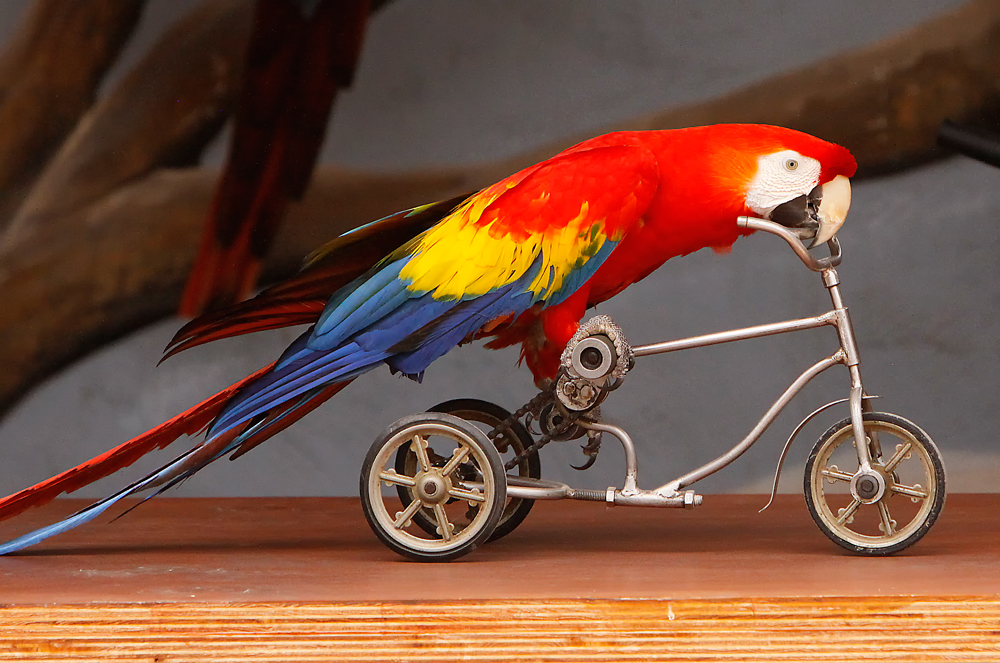
ماکائوی سرخ‌فام سوار بر سه‌چرخه در نمایشگاهی در اسپانیا

پرندگان شکاری از عقاب گرفته تا شاهین‌های کوچک برای سده‌ها در بازداری استفاده می‌شوند، اغلب برای شکار پرندگان دیگر، چه برای تفریح و چه برای غذا.
تماشای خروس جنگی یک جور مسابقه باستانی است. این نمایش بخشی از فرهنگ هندی‌ها، چینی‌ها، یونانی‌ها و رومی‌های باستان را تشکیل می‌داد. جنگ بین خروس‌ها همچنان در آمریکای جنوبی و در سراسر آسیای جنوبی و جنوب شرقی انجام می‌شود که اغلب همراه با شرط‌بندی است. در مراسم مذهبی معابد هندو در استان بالی نیز از خروس جنگی استفاده می‌شود، اما اکنون در بسیاری از کشورها به دلیل خشونت ممنوع است.
مسابقه کبوترپرانی نوعی ورزش است که در آن کبوتران مسابقه‌ای که به‌طور ویژه آموزش داده شده‌اند رها می‌شوند، تا پس از طی کردن یک فاصله اندازه‌گیری شده دقیق به خانه بازگردند. این مسابقه در قرن نوزدهم در بلژیک رایج شد و اکنون در سراسر جهان برگزار می‌شود. همچنین در بلژیک و فلاندر مسابقه‌ای به نام vinkensport برگزار می‌شود، که در آن شرکت‌کنندگان از سهره‌ها برای آوازخوانی به رقابت می‌پردازند.
پرنده‌نگری از سدهٔ نوزدهم به یک فعالیت عمده اوقات فراغت تبدیل شده است. میلیون‌ها نفر در سراسر جهان، که تقریباً نیمی از کل خانواده‌ها در برخی از کشورهای توسعه‌یافته را تشکیل می‌دهند، برای جذب پرندگان به باغ‌ها یا طاقچه‌های خود، با هزینه‌ای میلیاردها دلار در سال، دستگاه دان‌خوری می‌سازند.

## کاربردهای نمادین

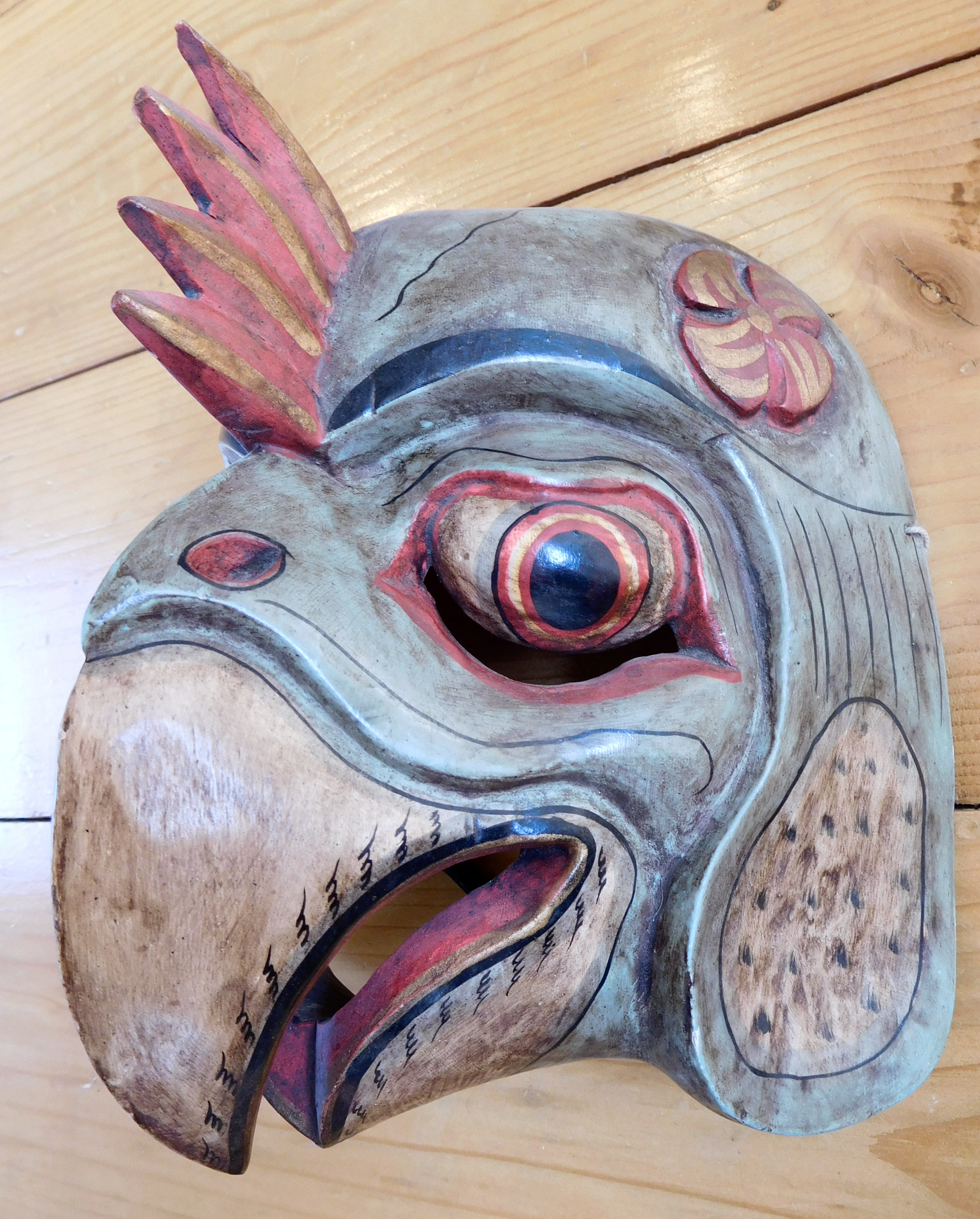
صورتک چوبی به شکل مرغ. بالی، پایان سدهٔ بیستم

### نمادشناسی و نشان‌شناسی

یک شاهین پاسرخ و یک طوطی خاکستری به عنوان پشتیبان در نشان اسلحه سائوتومه و پرنسیپ، نمونه‌ای از پرندگان در نشان‌شناسی استفاده می‌شود.

پرندگان به‌عنوان نماد در نظر گرفته شده‌اند و به‌عنوان چنین مورد استفاده قرار می‌گیرند، اگرچه برداشت‌ها از گونه‌های پرندگان در فرهنگ‌ها بسیار متفاوت است: برخی از پرندگان در برخی مناطق تصویر مثبت و در برخی دیگر تصویر منفی دارند.

### اسطوره و دین

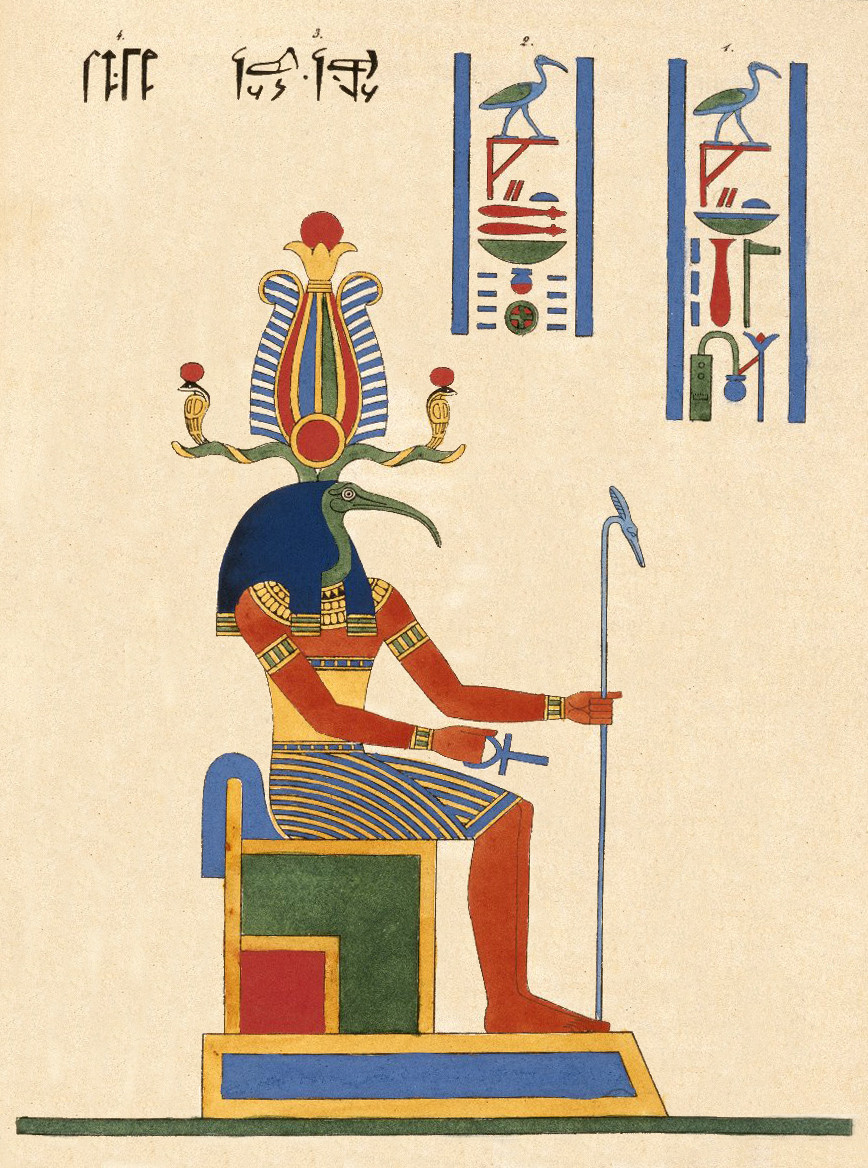
تحوت، کاتب خدایان با سر اکراس

پرندگان در اساطیر و دین در قالب‌های گوناگون ظاهر شده‌اند.
پرندگان از زمان مصر باستان به عنوان خدایان ظاهر می‌شدند، جایی که اکراس مقدس به عنوان نماد خدای تحوت مورد احترام قرار می‌گرفت. در هند، طاووس در میان مردمان دراویدی به عنوان مادر زمین تلقی می‌شود، در حالی که امپراتوران مغول و پارس اقتدار خداگونه خود را با نشستن در تخت طاووس به نمایش گذاشتند. در آیین ایزدی ملک طاوس «فرشته طاووس» شخصیت محوری ایمان آنان است. در فرقه ماکی‌ماکی، پرندگان تانگاتا مانو درجزیره ایستر به عنوان رئیس خدمت می‌کردند.

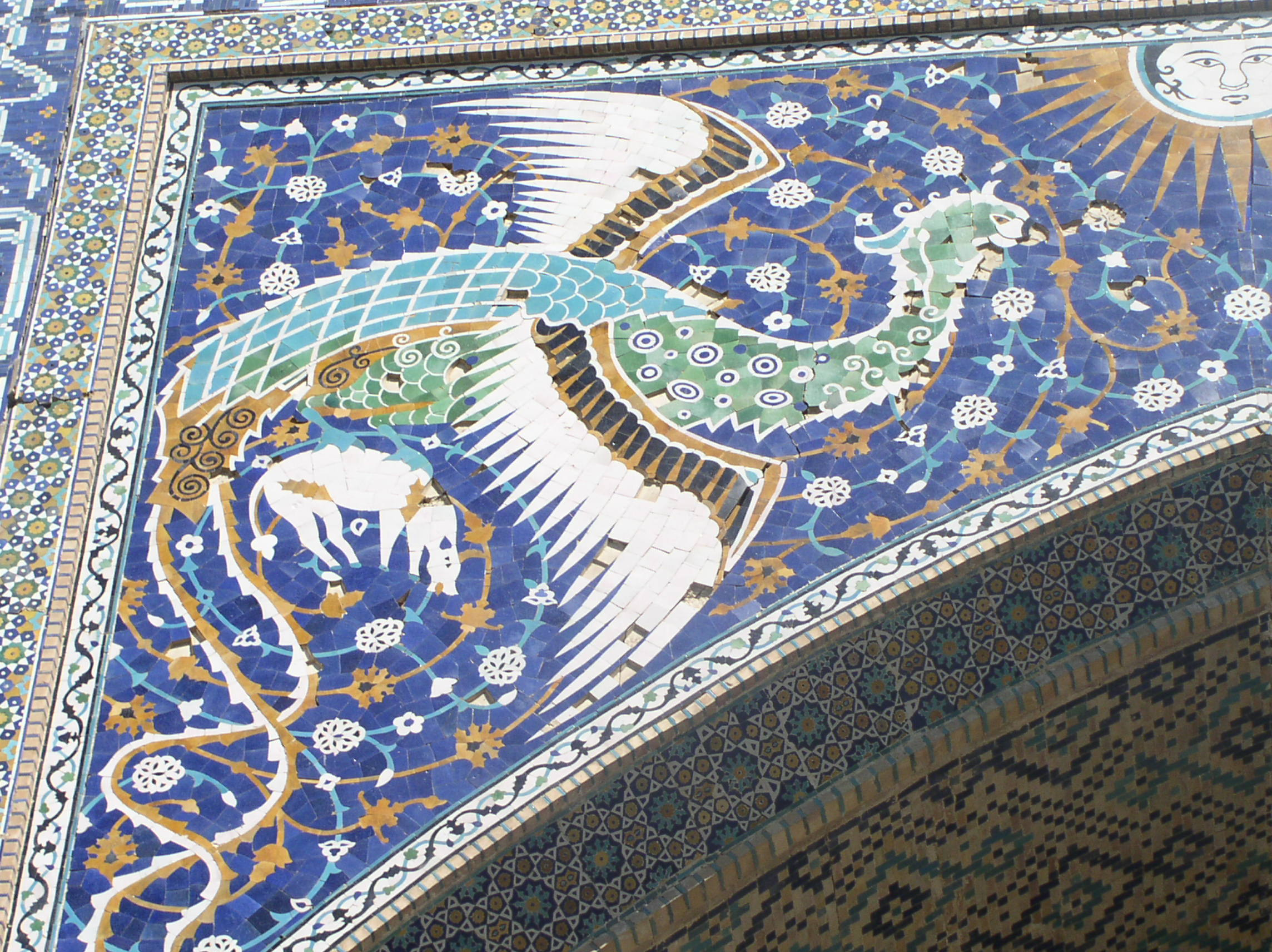
سیمرغ در کاشی‌کاری مدرسه نادر دیوان بیگی، بخارا، ازبکستان

### در هنرها
پرندگان در سراسر هنرها از زمان‌های آغازین تا به امروز به تصویر کشیده شده‌اند، از جمله در نقاشی و مجسمه‌سازی، در ادبیات، موسیقی، تئاتر، رقص سنتی و باله، و در فیلم.

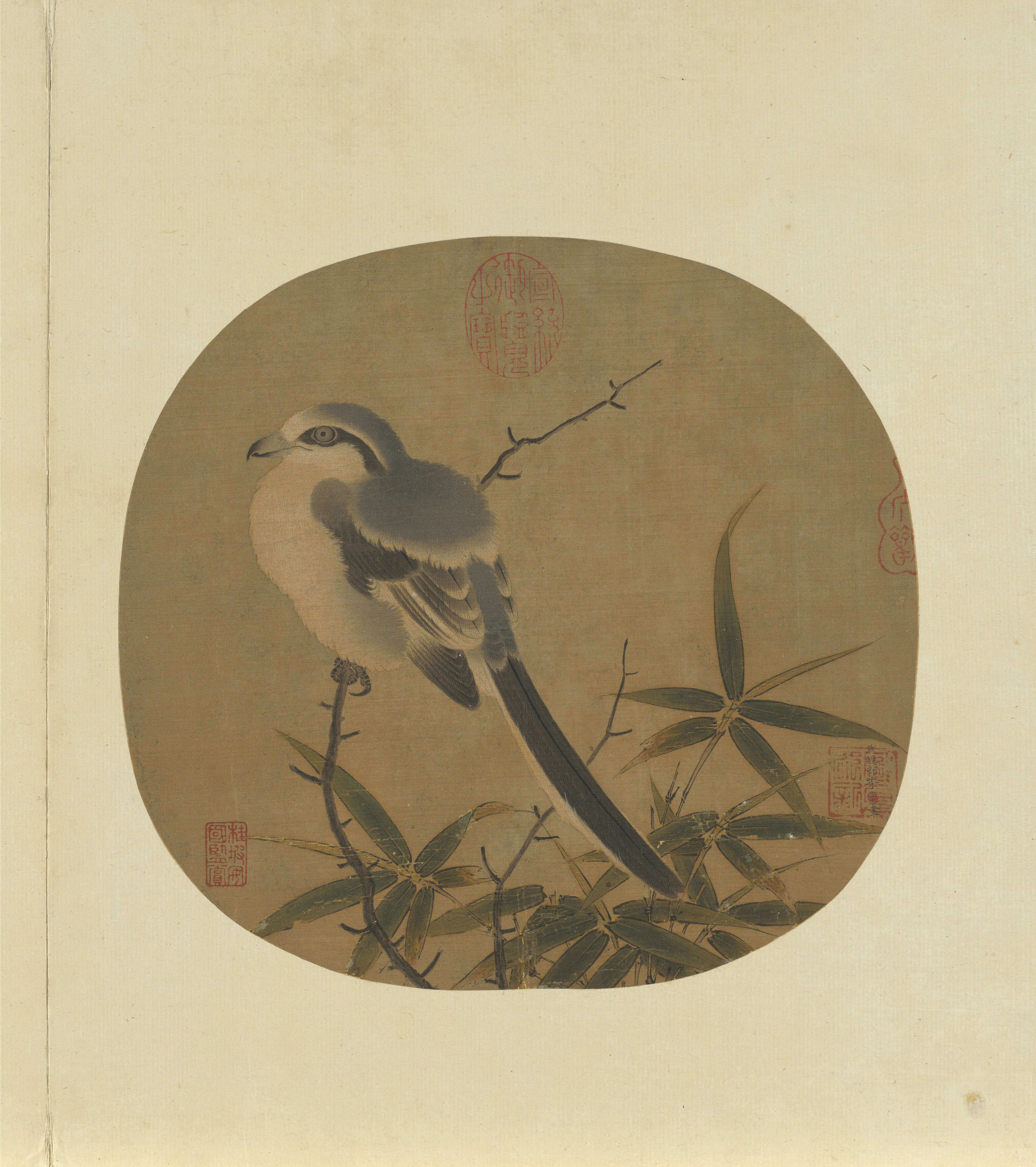
بامبو و سنگ‌چشم. نقاشی پرنده و گل چینی، سدهٔ دوازدهم. آلبوم برگ، جوهر و رنگ روی ابریشم.

#### نقاشی و مجسمه‌سازی
پرندگان در نقاشی‌ها، مجسمه‌ها و دیگر اشیاء هنری از دیرباز، از جمله در نقاشی‌های غار، به تصویر کشیده شده‌اند.
در مجسمه‌های عمومی، تورول افسانه‌ای مجارها نماد قدرت و اشراف ملی است و با مجسمه‌های زیادی در مجارستان، از جمله بزرگ‌ترین مجسمه پرنده در جهان، در کوهی در نزدیکی تاتابانیا نشان داده می‌شود.

#### شعر
پرندگانی که در شعر قرون وسطی به چشم می‌خورد، برای مثال شخصیت‌های شعر فارسی ۱۱۷۷ مجمع مرغان در منطق‌الطیر را تشکیل می‌دهند، جایی که پرندگان جهان زیر داناترین پرنده، هدهد جمع می‌شوند تا تصمیم بگیرند که چه کسی پادشاه آنها باشد.
در شعر رمانتیک انگلیسی، «قصیده‌ای برای بلبل» اثر جان کیتس در سال ۱۸۱۹ و «برای یک چکاوک آسمانی» اثر پرسی بیش شلی در سال ۱۸۲۰ از آثار کلاسیک محبوبی هستند. از شعرهای پرنده جرارد مانلی هاپکینز می‌توان به "دریا و چکاوک آسمانی" و " The Windhover " (روی سوله) اشاره کرد. اخیراً، مجموعه شعر تد هیوز در سال ۱۹۷۰ دربارهٔ یک شخصیت پرنده، " کلاغ "، یکی از مهم‌ترین آثار او به حساب می‌آید.

#### نثر

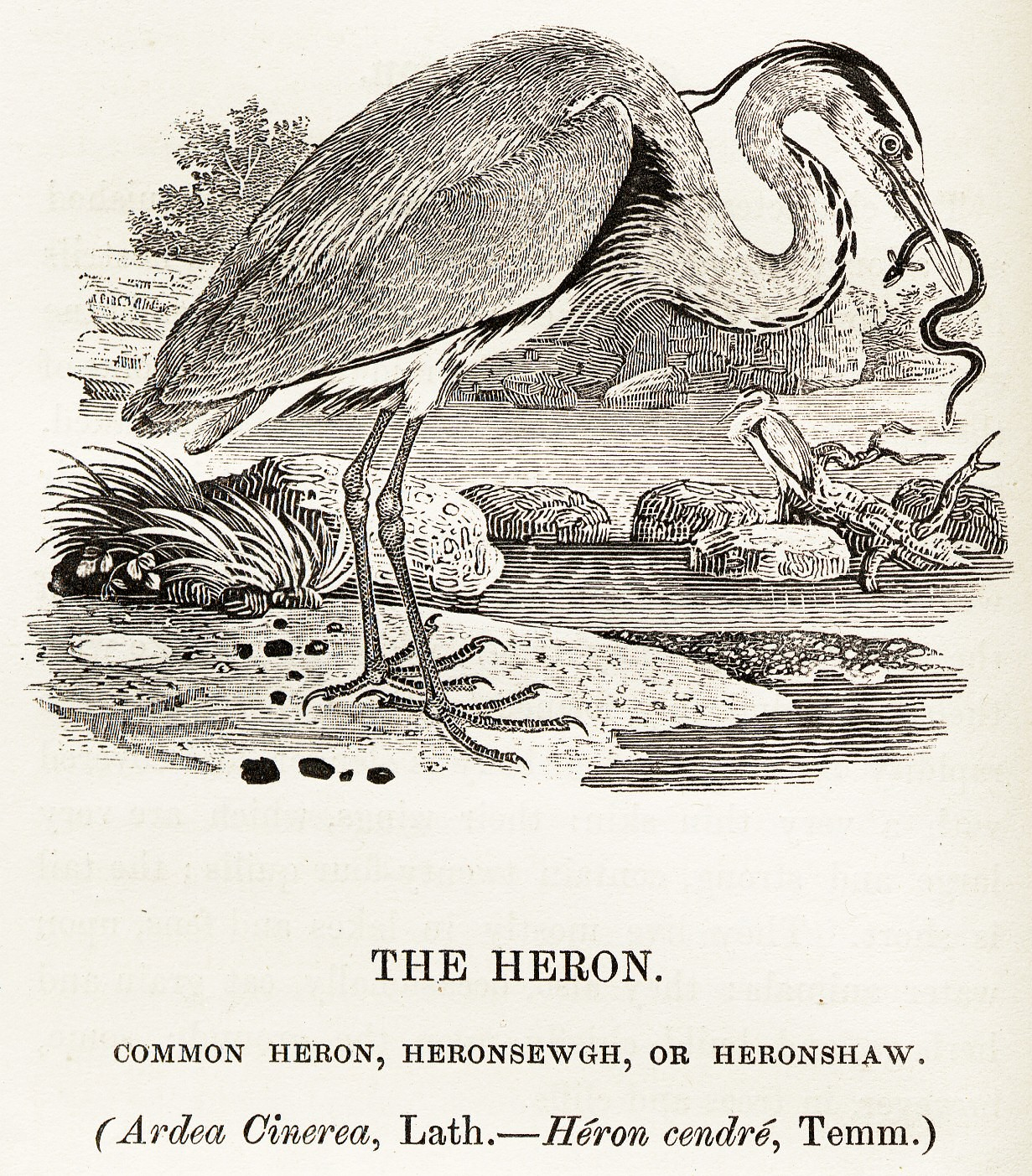
حکاکی روی چوب حواصیل در کتاب توماس بیویک ۱۷۹۷–۱۸۰۴ تاریخ پرندگان بریتانیایی

پرندگان به‌طور مشابه در ادبیات از دوران باستان ظاهر شده‌اند. از حکایت‌های ازوپ می‌توان به گرگ و درنا و روباه و لک‌لک اشاره کرد. این حکایت‌ها که مشابه سنت‌های شرقی مانند جاواساکونا جاتاکای بودایی دارند، از پرندگان برای دلالت بر نتایج اخلاقی دربارهٔ رفتار انسان استفاده می‌کنند.

#### موسیقی

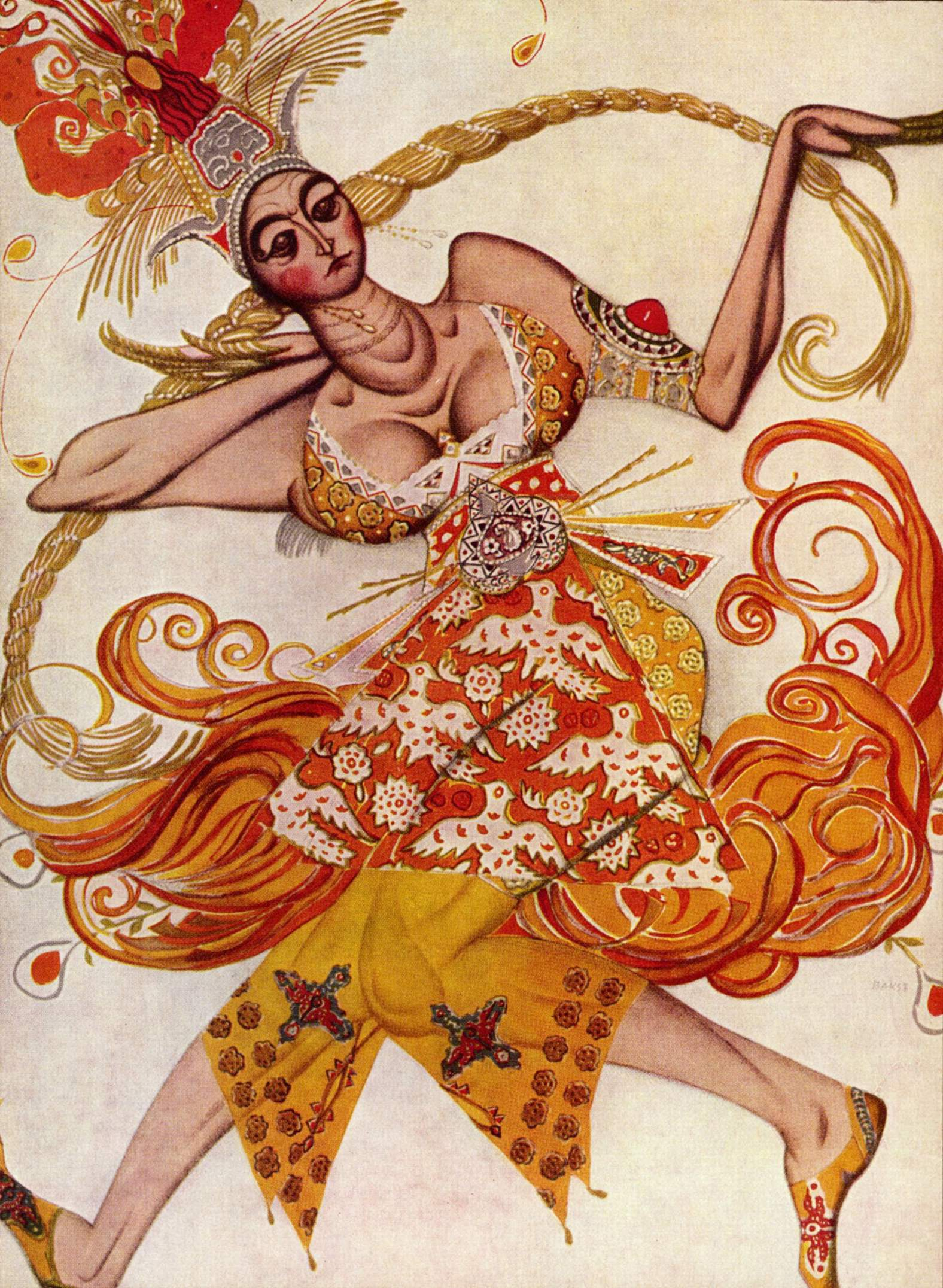
بالرین در پرنده آتشین اثر لئون باکس، ۱۹۱۰

در موسیقی، آواز پرندگان از راه‌های مختلفی بر آهنگسازان و نوازندگان تأثیر گذاشته است: آنها می‌توانند از آواز پرندگان الهام بگیرند. آنها می‌توانند عمداً از آواز پرندگان در یک آهنگ تقلید کنند، همان‌طور که ویوالدی و بتهوون، همراه با بسیاری از آهنگسازان بعدی انجام دادند. آنها می‌توانند ضبط‌شده از پرندگان را در آثار خود بگنجانند، نخستین بار در کار اتوریتو رسپیگی دیده شده است. یا همان‌طور که بئاتریس هریسون در سال ۱۹۲۴ با یک بلبل انجام داد و دیوید روتنبرگ در سال ۲۰۰۰ با یک توکای خندان انجام داد، آنها می‌توانند با پرندگان همنوایی کنند.

#### رقص

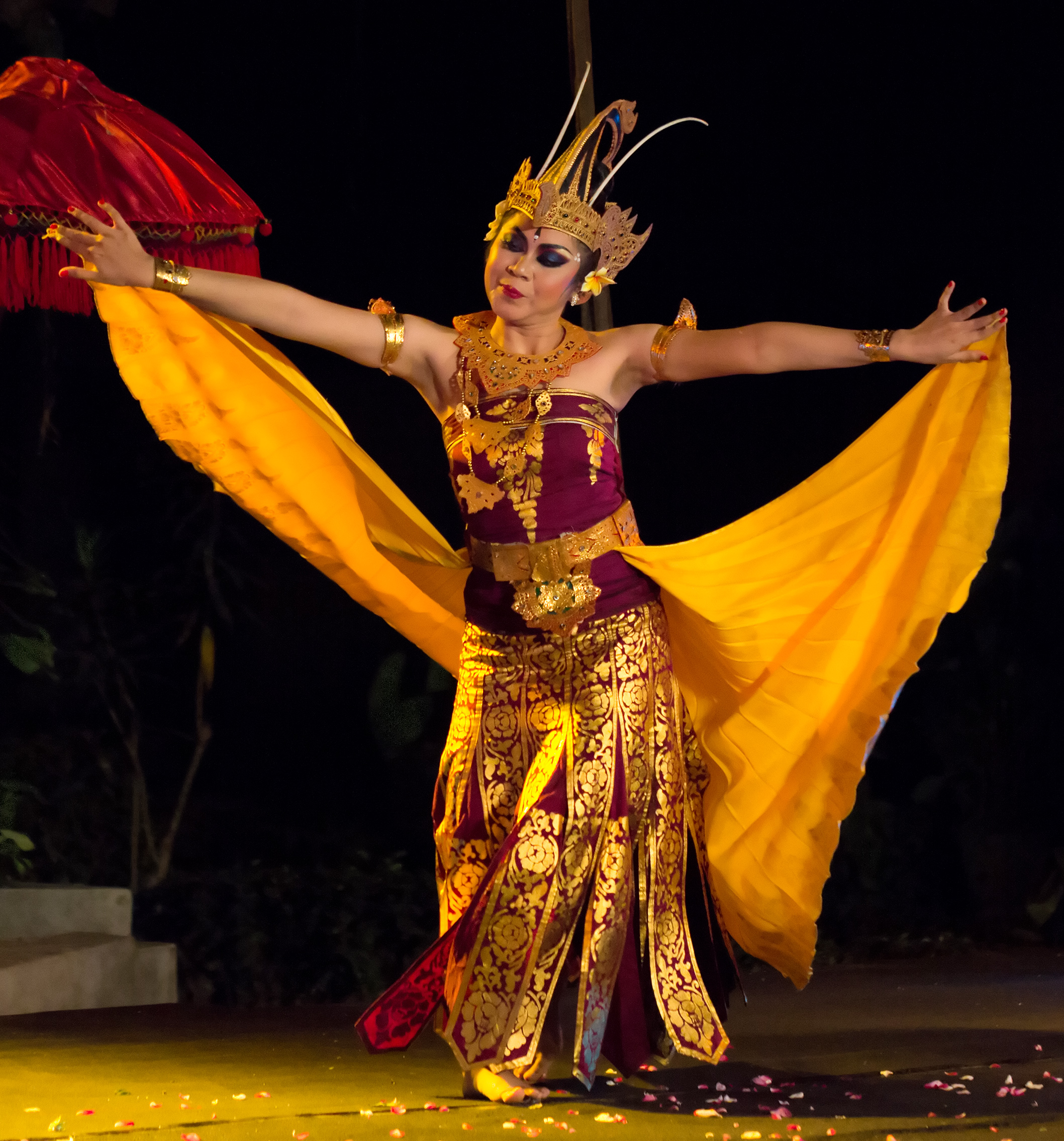
رقصنده گروه بالیایی Sekar Jepun در حال اجرای رقص سنتراواسیه (پرنده بهشتی)

در باله، دریاچه قو کلاسیک چایکوفسکی در سال ۱۸۹۵ و پرنده آتشین اثر ایگور استراوینسکی در سال ۱۹۱۰ شخصیت‌های اصلی پرنده را دارند.

#### هنرهای نمایشی

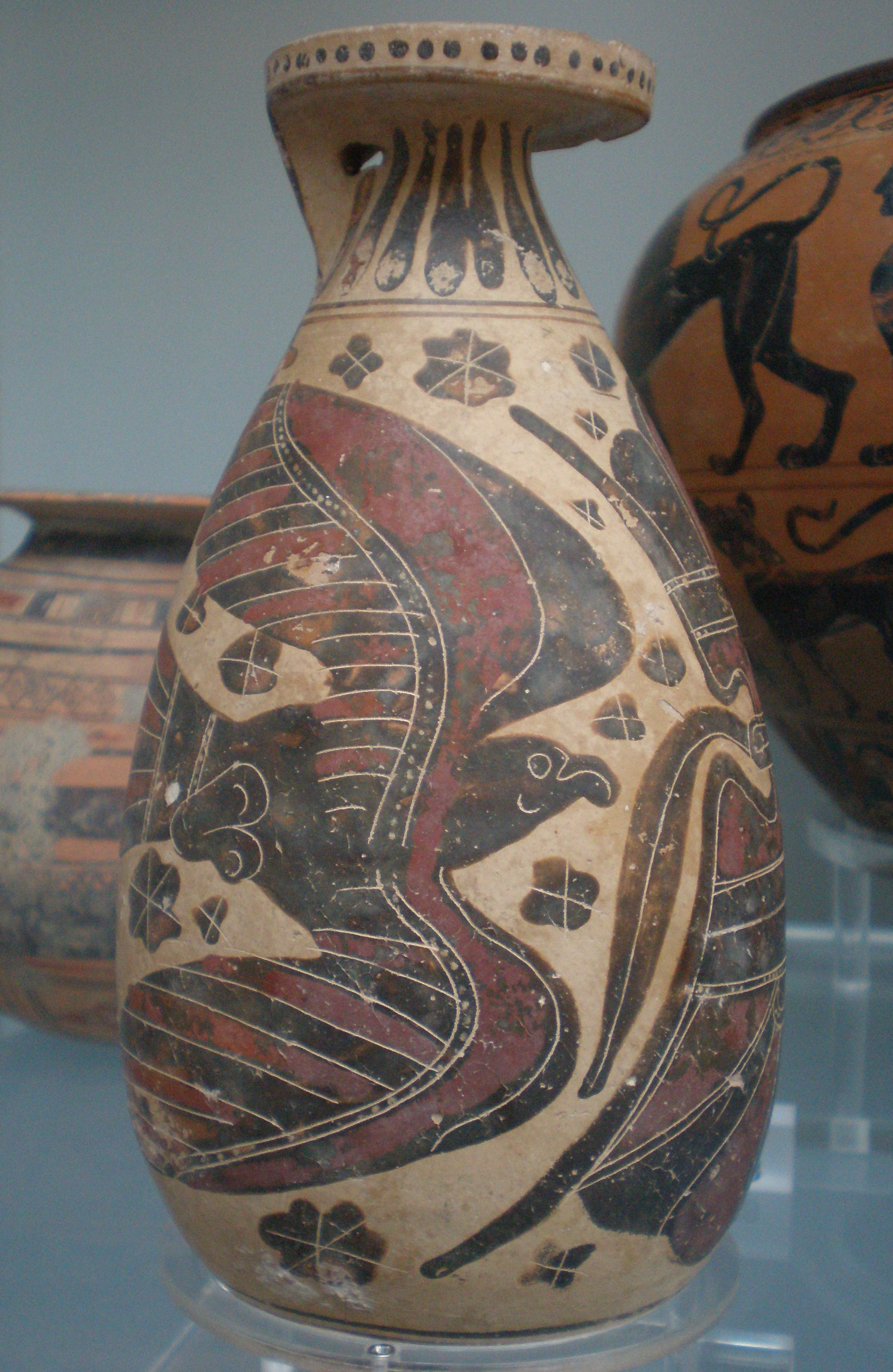
پرنده یونانی باستان: آلاباسترون، ۶۰۰ پیش از میلاد

در تئاتر، کمدی آریستوفان ۴۱۴ پیش از میلاد پرندگان (یونانی: Ὄρνιθες (Ornithes) یک فانتزی تحسین‌شده با تقلید مؤثر از پرندگان است. گروه کر نمایشنامه متشکل از شخصیت‌هایی است که بسیاری از گونه‌های قابل شناسایی از جمله ماهی‌خورک رودخانه‌ای، قمری‌های، و گنجشک را بازی می‌کنند. پرندگان به عنوان پیام‌رسان و رقصنده ظاهر می‌شوند و چندین آتنی با پرندگان خاصی مقایسه می‌شوند.
پرندگان همچنین در رسانه‌های جمعی با شخصیت‌های کارتونی متحرک نمادین مانند اردک دونالد والت دیزنی، توییتی پای برادران وارنر، و دارکوب وودی والتر لانتز حضور دارند. گونه‌های درگیر همیشه قابل تشخیص نیستند، اگرچه ادعا می‌شود که وودی بر پایه دارکوب بلوط یا دارکوب‌های کاکل‌پر است.

## حفاظت

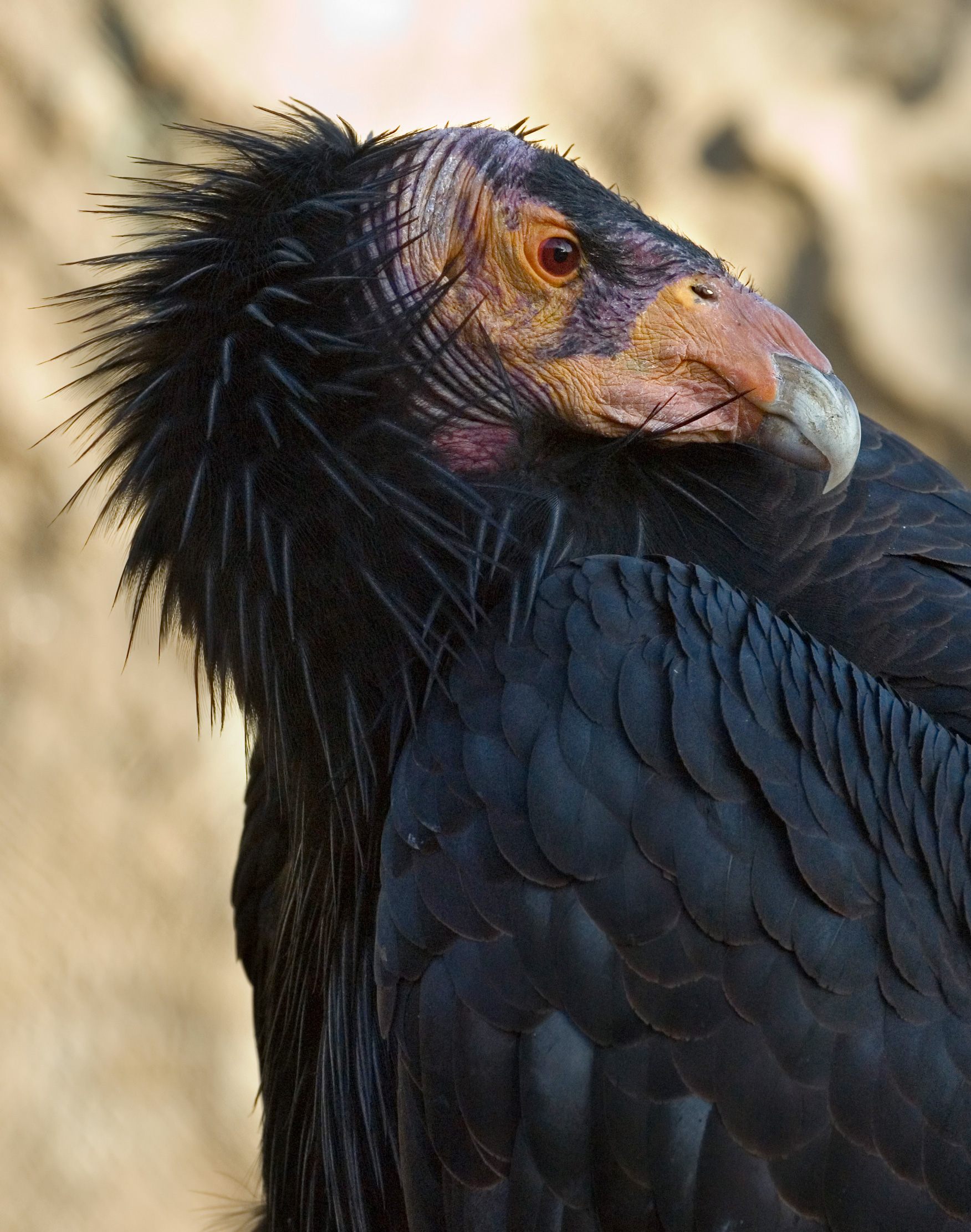
زمانی رخ‌کرکس کالیفرنیایی تنها ۲۲ پرنده داشت، اما اقدامات حفاظتی این تعداد را امروزه به بیش از ۳۰۰ فرد رسانده است.

اگرچه فعالیت‌های انسانی امکان گسترش چند گونه مانند پرستو خانگی و سار اروپایی را فراهم کرده است، اما باعث کاهش جمعیت یا انقراض بسیاری از گونه‌های دیگر شده است. بیش از صد گونه پرنده در زمان‌های تاریخی منقرض شده‌اند، از جمله دودو و ماهی‌گیرک بزرگ، اگرچه چشمگیرترین انقراض پرندگان توسط انسان، که برآورد می‌شود ۷۵۰ تا ۱۸۰۰ گونه را ریشه‌کن کند، در طول استعمار بشر در ملانزی، پلینزی و جزایر میکرونزی رخ داده است. جمعیت بسیاری از پرندگان در سراسر جهان در حال کاهش است، به طوری که ۱۲۲۷ گونه توسط انجمن جهانی پرندگان و IUCN در سال ۲۰۰۹ به عنوان تهدیدشده فهرست شده است.
رایج‌ترین تهدید انسانی برای پرندگان از دست دادن زیستگاه است. تهدیدهای دیگر عبارتند از شکار بی‌رویه. مرگ و میر تصادفی در اثر برخورد با ساختمان‌ها و وسایل نقلیه. صید جانبی ماهیگیری لانگ‌لاین; آلودگی (از جمله نشت نفت و استفاده از آفت‌کش‌ها)، رقابت؛ شکار؛ دورگه‌زایی از گونه‌های غیربومی معرفی‌شده یا مهاجم و تغییر اقلیم. جمع‌آوری نمونه‌های تاکسیدرمی و تخم‌های پرندگان وحشی گاهی تأثیر جدی بر روی برخی از گونه‌ها داشته است. در حال حاضر در بسیاری از کشورها ممنوع است، مانند قانون حیات وحش و روستاهای بریتانیا در سال 1981.

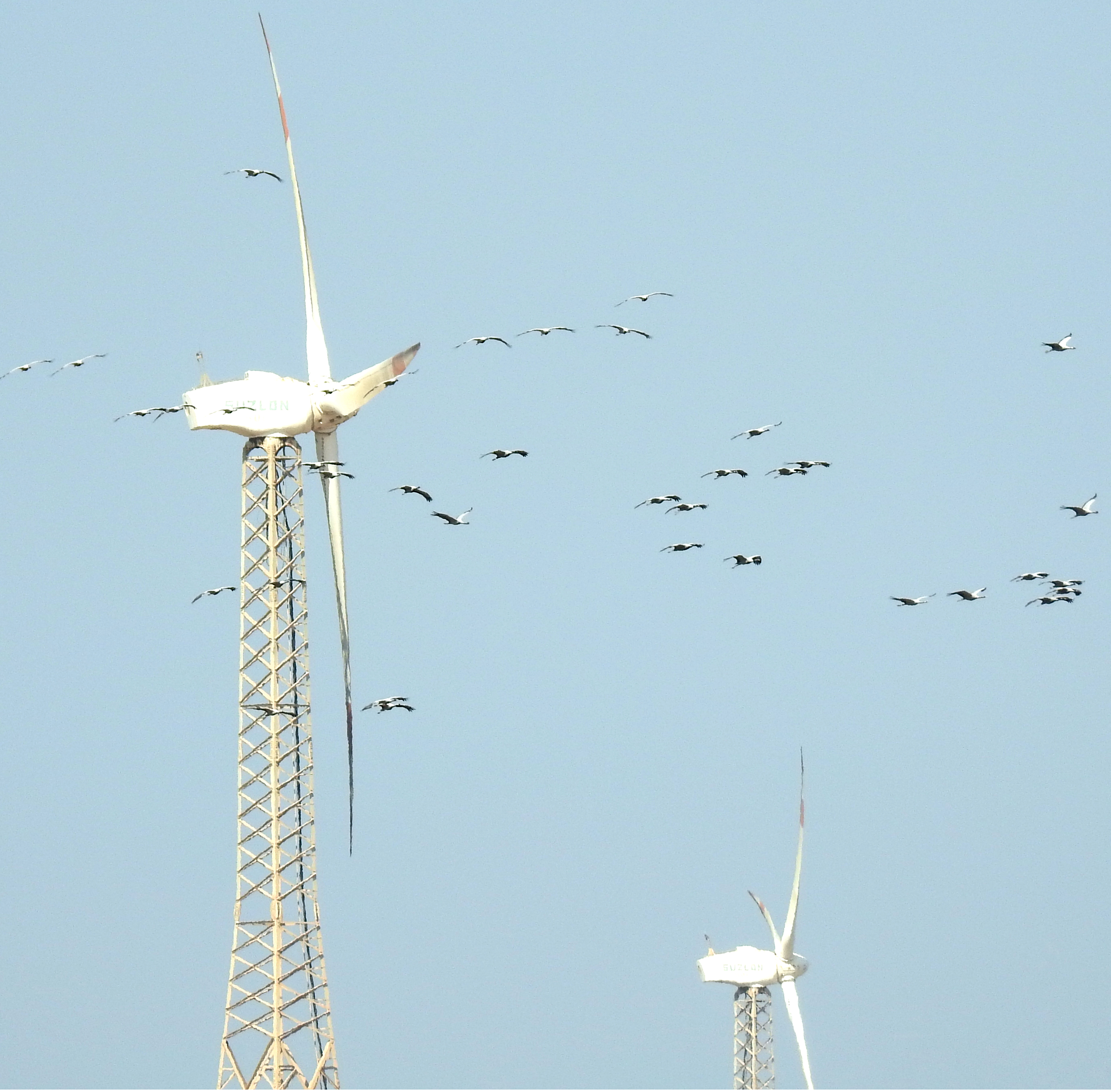
درناهای طناز که از کنار توربین‌های بادی عبور می‌کنند، گجرات

تأثیرات همه منفی نیستند. به عنوان مثال، نیروگاه بادی انرژی تجدیدپذیر تولید می‌کنند که به کاهش بزرگ‌ترین تهدید برای پرندگان، یعنی تغییرات آب و هوایی کمک می‌کند. نیروگاه بادی به سود پرندگان است اکا مکان‌های نامناسب سبب مرگ بسیاری از پرندگان می‌شود و بسیاری از پرندگان را در برخورد می‌کشند. به عنوان مثال، در گذرگاه آلتامونت در کالیفرنیا، عقاب طلایی ۸۰٪ کاهش یافته است و لانه‌سازی در این منطقه متوقف شده است. بنابراین، در مکان‌یابی هر مزرعه بادی یک تراز بده‌بستان وجود دارد.